# Eckstedt
Eckstedt ist eine Gemeinde im Landkreis Sömmerda in Thüringen. Die Gemeinde gehört der Verwaltungsgemeinschaft Gramme-Vippach an, die ihren Verwaltungssitz in der Gemeinde Schloßvippach hat.

## Geografie
Eckstedt liegt im Südosten des Thüringer Beckens.

## Geschichte
1191 wurde der Ort erstmals urkundlich erwähnt. 1279 ist ein Berthold II. Vitzthum von Eckstedt in Urkunden nachweisbar. Im 13. Jahrhundert hat es auch schon eine Burg gegeben, die wieder zerstört wurde. 1342 kaufte der Erzbischof das Vitztumsamt zurück. 1440 wurde eine neue Burg errichtet. 1492 erfolgte der Bau eines Verbindungsgrabens zwischen Eckstedt und dem Schwansee zu dessen Bewässerung. 1525 gab es Auswirkungen des Bauernkrieges auf Erfurts Umgebung. 1556 ließ die Adelsfamilie Vitzthum von Eckstedt das Eckstedter Schloss neu errichten.
Im Dreißigjährigen Krieg hatte Eckstedt schwer zu leiden. 1635 starben 121 Menschen an der Pest. 1640 erfolgten Raub und Verwüstung durch Soldaten des kaiserlichen Heeres. 1641 wütete ein Großbrand im Dorf, nur 6 Häuser blieben stehen. Nach dem Wiederaufbau kam es 1697 zu einem Brand von Pfarre und Schulgebäude, 1719 zu einem Brand der Mühle. 1740 bis 1744 wurde die derzeitige Kirche „St. Stephanus“ gebaut. Vor 1780 brannte das Schloss aus, 1860 wurde es abgebrochen. 1882/83 erfolgte der Neubau einer großen, schlossähnlichen Villa mit klassizistischen Elementen. Schloss und Gut hatten häufig wechselnde Besitzer, 1927 wurden sie durch Rudolf Harnisch erworben.
Der adlige Ort gehörte ab Mitte des 17. Jahrhunderts zum Amt Großrudestedt, welches ab 1672 Teil des Herzogtums Sachsen-Eisenach war und 1741 zu Sachsen-Weimar-Eisenach kam. 1850 kam es zur Beseitigung der adligen Gerichtsbarkeit und der Ort gehörte seitdem zum Verwaltungsbezirk Weimar des Großherzogtums Sachsen-Weimar-Eisenach. 1862 begann der Bau des neuen Schulgebäudes. 1884 folgte die Errichtung der Eisenbahnlinie Weimar-Großrudestedt. 1905 begann der Bau der ersten Wasserversorgungsleitung, z. T. heute noch in Betrieb, und im Jahre darauf der elektrischen Stromversorgung.
Während des Zweiten Weltkrieges mussten 68 Frauen und Männer aus Polen, Frankreich, Jugoslawien und Italien in der Landwirtschaft Zwangsarbeit verrichten.
Eckstedt wurde im April 1945 von US-Truppen, Anfang Juli von Roter Armee besetzt. 1945 erfolgte die entschädigungslose Enteignung des Gutsbesitzers Harnisch und die Schaffung von 22 Neubauernstellen. Das Schloss sollte gesprengt werden, das wurde im letzten Moment von der Gemeinde verhindert. In den Bereich der Wirtschaftsgebäude zog die MAS/MTS ein, dann bis 1990 der Erfurter Landmaschinen-Reparatur-Betrieb, in das Schloss die Verwaltung und Lehrlinge. 1952 kam im Zuge einer Verwaltungsreform Eckstedt zum Landkreis Erfurt im neugebildeten Bezirk Erfurt. Im selben Jahre war der Bau des Sportplatzes. 1953 erfolgte eine Restaurierung der Kirche.
1994 erfolgte eine Verwaltungsreform, Eckstedt gehörte damit zum Landkreis Sömmerda. Es erhielt Anschluss an die Ohra-Fernwasserleitung. 1997 kam die Gasversorgung, vorher schon wurden alle Wohnhäuser an das Telefonnetz angeschlossen. Das Schloss (Leerstand von 1992 bis 2002) und Wirtschaftsgebäude gingen 2002 in Privathand über. Letztere werden teilweise zu Wohnzwecken umgebaut.

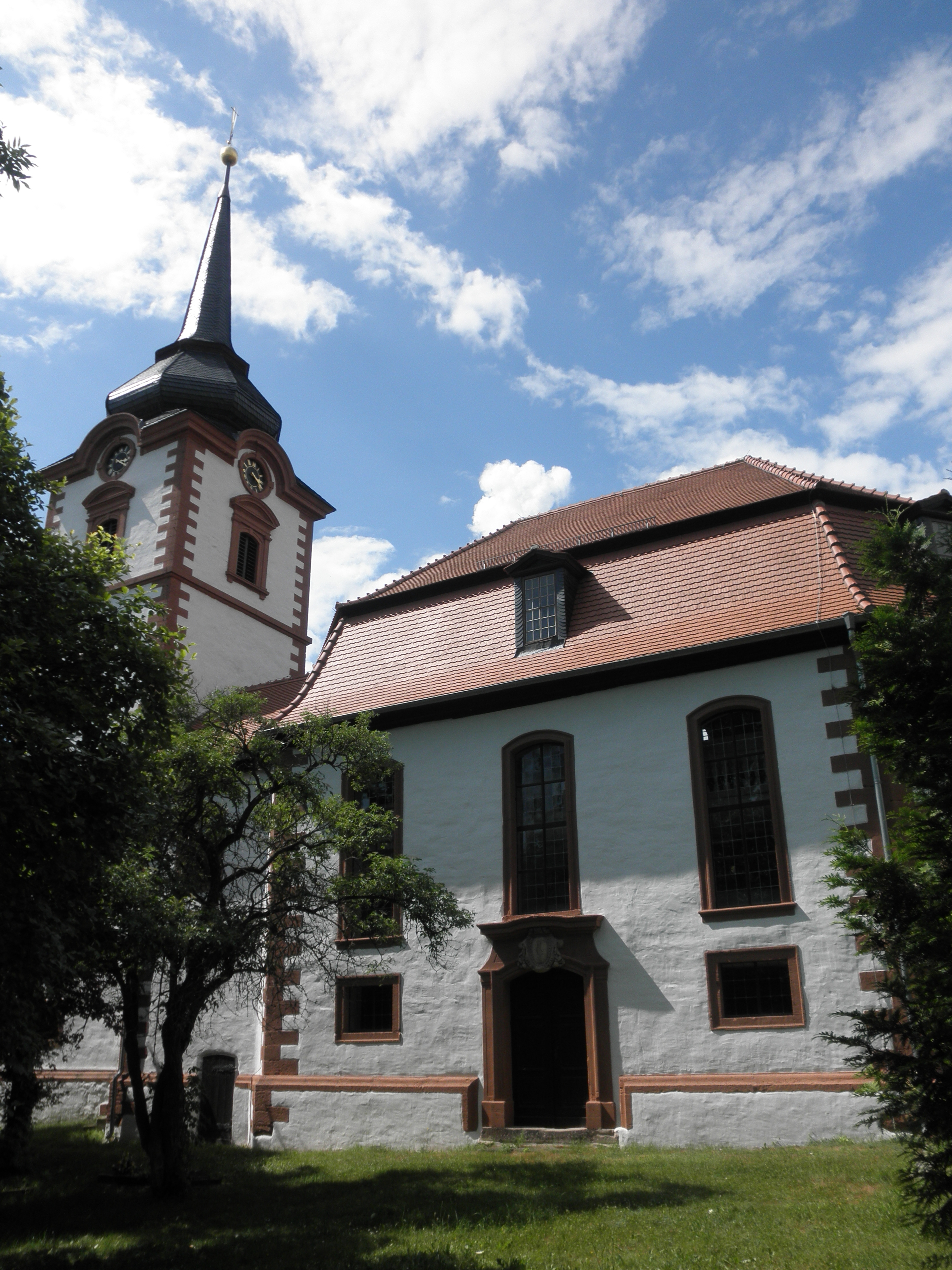
Kirche St. Stephanus

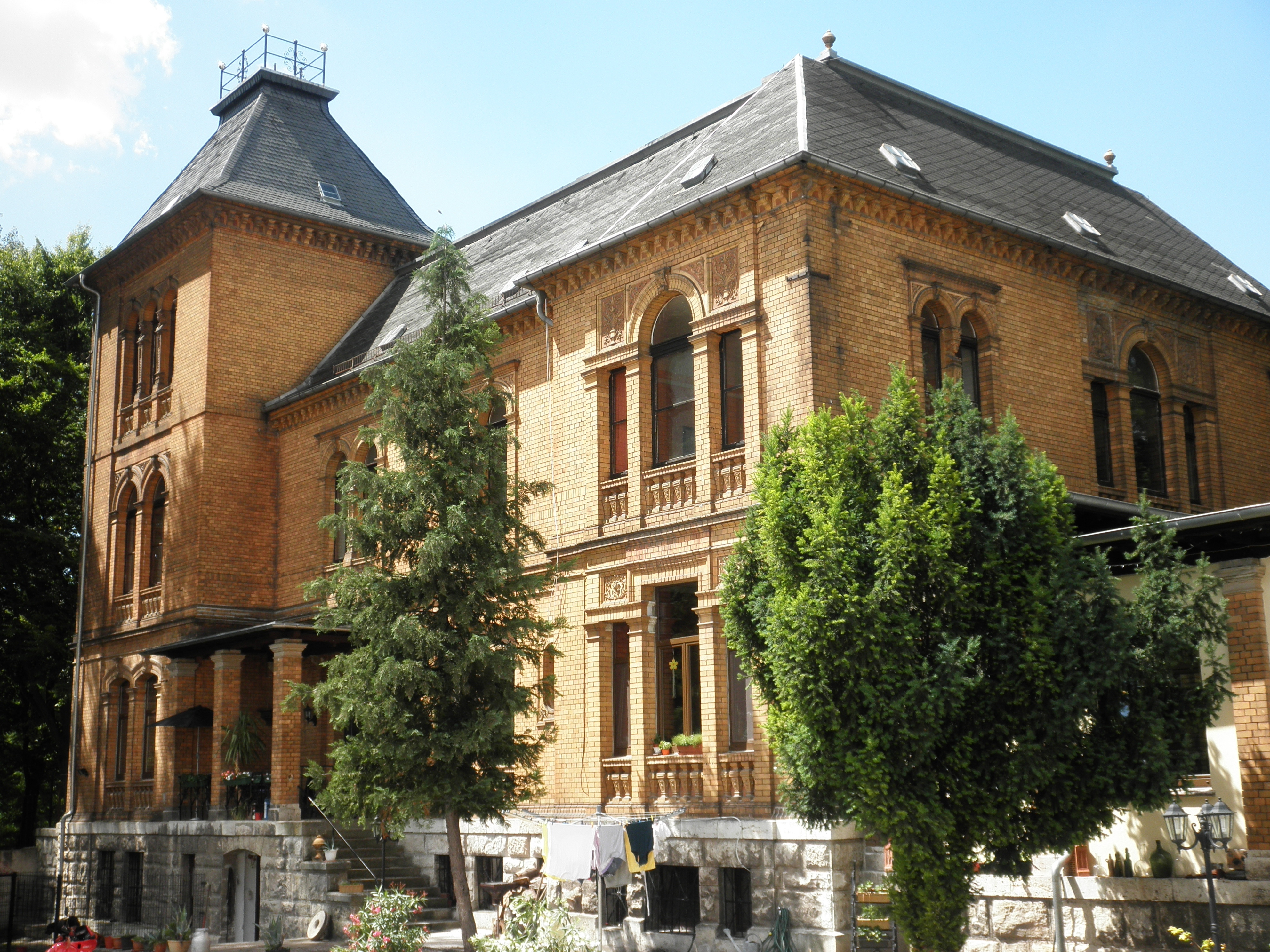
Schloss

### Einwohnerentwicklung
Entwicklung der Einwohnerzahl:
| - 1994 - 567 - 1995 - 603 - 1996 - 620 - 1997 - 624 - 1998 - 638 - 1999 - 646 | - 2000 - 645 - 2001 - 628 - 2002 - 629 - 2003 - 622 - 2004 - 614 - 2005 - 609 | - 2006 - 605 - 2007 - 607 - 2008 - 606 - 2009 - 602 - 2010 - 601 - 2011 - 609 | - 2012 - 610 - 2013 - 610 - 2014 - 596 - 2015 - 596 - 2016 - 596 - 2017 - 598 | - 2018 - 590 - 2019 - 612 - 2020 - 609 - 2021 - 589 |

 Datenquelle: Thüringer Landesamt für Statistik

## Politik

### Gemeinderat
Der Gemeinderat aus Eckstedt setzt sich aus 8 Ratsfrauen und Ratsherren zusammen.
- CDU 8 Sitze

(Stand: Kommunalwahl am 7. Juni 2009)

### Bürgermeister
Die ehrenamtliche Bürgermeisterin Sabine Schnabel wurde am 26. Juni 2016 gewählt.

### Wappen
Blasonierung: „In Silber auf goldenem, grünbortierten Schildfuß zwei grüne Laubbäume, in der Mitte mit einer sechzehnstrahligen Sonne belegt.“

### Gemeindepartnerschaften
Eckstedt ist seit 1991 mit der Ortsgemeinde Römerberg (Pfalz) verpartnert.

## Kultur und Sehenswürdigkeiten

### Bauwerke
- Schloss Eckstedt von 1882/83 mit großen Wirtschaftsgebäuden. Der weitläufige Gutspark mit seltenem Baumbestand wurde 1836 als Landschaftspark angelegt. Nach der Wende wurde er renaturiert und der Schlossteich entschlammt.
- Dorfkirche St. Stephanus: mit Kuppel und in Thüringen einmaligem, achteckigem Mittelbau, wurde von 1740 bis 1744 erbaut und mit Mitteln der Deutschen Stiftung Denkmalschutz restauriert. Die barocke Kirche verfügt über eine Doppelempore, repräsentative Logen und ein hölzernes Taufbecken. Oftmals werden Konzerte in der Kirche gegeben, bei denen sie mit 300 Sitzplätzen voll besetzt ist. Die Erlöse kommen dem Verein zur Erhaltung der Kirche zugute. Die Kirchgemeinde gehört zum Pfarramt Udestedt.
- Siehe auch: Liste der Kulturdenkmale in Eckstedt

### Museen
- Heimatstuben mit historischen Dokumenten und Bildern von der Geschichte der Gemeinde.

### Sport
Eckstedt verfügt über einen Sportplatz mit Großspielfeld, Trimm-Dich-Pfad, Volleyballplatz und Streetballanlage sowie ein Sportlerheim. Die Laufbahn wurde 2019 entfernt.

### Regelmäßige Veranstaltungen
- Kirmes immer Anfang September
- Karnevalsveranstaltungen